# Boldog Assisi Egyed
Boldog Assisi Egyed (latinul: Aegidius), (Assisi, 1190 körül – Monteripidói remeteség, Perugia mellett, 1262. április 22.) boldoggá avatott ferences rendi szerzetes, Assisi Szent Ferenc egyik első követője.

## Élete
1190 körül született, feltehetőleg Assisiben, s fiatalkorát is itt töltötte. Családjáról és származásáról nem maradtak fenn adatok, de a hagyomány szerint eredetileg favágó volt. Amikor eljutott hozzá Assisi Szent Ferenc híre, ő is felkerekedett, hogy szerzetesként éljen. „Hozzátok akarok tartozni, Isten iránti szeretetből.” - maradt fenn csatlakozási kérése. Assisi Szent Ferenc meglátta benne tisztaságát, s így mutatta be többi társának: „Egy jó testvért küldött hozzánk az Úr.” Ennek időpontját 1209-re teszik a legendák. Miután a ferences rend ekkor még kialakulóban volt, a szabályok nem voltak olyan szinten rögzítve, mint néhány évvel később, így sokkal több volt a vándorszerzetes, mint a kolostorban élő. Egyed is első éveiben vándoréletet élt. Ez idő alatt meglátogatta a híres kegyhelyeket, Rómát, Compostelát, sőt eljutott – valószínűleg elsőnek Ferenc testvérei közül – a Szentföldre is. Útközben, hogy életkörülményeit biztosítsa, mezei munkákat vállalt, vizet hordott. Szolgálataiért csak a mindennapi kenyeret fogadta el. Amikor Assisi Szent Ferenc első társai, Berárd és társai 1219-ben Marokkóba indultak, Egyed Tuniszba indult, szívében a vértanúság vágyával. 
Vándorútjai alatt sokat prédikált, buzdította az embereket, hogy féljék és szeressék Istent, s tartsanak bűnbánatot. Szerzetességének hatodik évében, valószínűsíthetően 1215 körül Ferenc a fabrianói remeteségbe küldte, ahol négy évet töltött. Szent Ferenc halála évében, 1226-ban látomásban megjelent neki Jézus Krisztus, de Egyed ezt titokban tartotta, Mindenesetre ettől kezdve nem annyira aktív, mint inkább szemlélődő életet élt. Körülbelül 1234-től haláláig a Perugia melletti monteripidói remeteségben élt. Rendtársai feljegyezték Egyed mondásait, ezeket Arany szavak címen gyűjtöttek egybe. 
A monteripidói remeteségben halt meg, 1262. április 22-én. Tisztelete a rendben halála után általánossá lett, de csak VI. Piusz pápa avatta hivatalosan boldoggá, 1777-ben.

## Boldog Egyed mondásaiból
„Nagy dolog, ha az ember a szerzetben helyesen tud élni, s abban haláláig híven és buzgón meg tud maradni.”
„Azt hiszem, hogy a Kisebb Atyafiak szeretetét Isten az emberi nemzedék nem csekély hasznára engedélyezte. Jaj azonban nekünk, ha nem leszünk olyanok, mint amilyennek lennünk kellene.”

## Művei magyarul
- Fráter Egyed testvér élete és mondásai IN: Assisi Szent Ferenc Virágos kertje – Fioretti (ford. Kaposy József), Athenaeum, é.n., (1940 k.), 446 p (függelékben)

## Fordítás
- Ez a szócikk részben vagy egészben  az   Egidio d'Assisi című olasz Wikipédia-szócikk fordításán alapul.  Az eredeti cikk szerkesztőit annak laptörténete sorolja fel. Ez a jelzés csupán a megfogalmazás eredetét és a szerzői jogokat jelzi, nem szolgál a cikkben szereplő információk forrásmegjelöléseként.